# Фонтен си Е
Фонтен си Е (фр. Fontaine-sur-Ay) насеље је и општина у североисточној Француској у региону Шампањ-Арден, у департману Марна која припада префектури Еперне.
По подацима из 2011. године у општини је живело 347 становника, а густина насељености је износила 44,95 становника/km². Општина се простире на површини од 7,72 km². Налази се на средњој надморској висини од 90 метара.

## Демографија
| 1962. | 1968. | 1975. | 1982. | 1990. | 1999. | 2011. |
| ----- | ----- | ----- | ----- | ----- | ----- | ----- |
| 146   | 154   | 170   | 179   | 209   | 237   | 347   |

График промене броја становника у току последњих година